# ميلينا فوكوتيك
ميلينا فوكوتيك (بالإيطالية: Milena Vukotic)‏ مواليد 23 أبريل 1938 في روما، مملكة إيطاليا، هي ممثلة إيطالية بدأت مسيرتها الفنية عام 1961.

## روابط خارجية
- ميلينا فوكوتيك على موقع IMDb (الإنجليزية)
- ميلينا فوكوتيك على موقع ألو سيني (الفرنسية)
- ميلينا فوكوتيك على موقع أول موفي (الإنجليزية)
- ميلينا فوكوتيك على موقع قاعدة بيانات الأفلام السويدية (السويدية)
- ميلينا فوكوتيك على موقع ديسكوغز (الإنجليزية)
- ميلينا فوكوتيك على موقع قاعدة بيانات الفيلم (الإنجليزية)
- ميلينا فوكوتيك على موقع كينوبويسك (الروسية)